# Mário Luiz Rodriguez Cobos
Mário Luis Rodriguez Cobos (Mendoza, 6 de janeiro de 1938 - Punta de Vacas, 16 de setembro de 2010) foi um escritor argentino. É também conhecido pelo pseudônimo Silo, sendo conhecido mundialmente por fundar o Movimento Humanista, que veio a ser uma plataforma de instituição do PH Partido Humanista, e os vários partidos humanistas, em vários países do mundo, como os de Portugal e Brasil.
Autor de vários livros, recebeu o título de Doutor Honoris Causa da Academia de Ciências da Rússia. 